# しゅがすく
しゅがすくは、日本のイラストレーターである。

## 主な作品

### イラストレーション
ライトノベル
- うさぎロボ（佐藤了作、『ファミ通文庫』エンターブレイン）
- ベッドルームで召し上がれ（鈴木鈴作、『電撃文庫』アスキー・メディアワークス）
- シークレット・ハニー（深見真作、『富士見ファンタジア文庫』富士見書房）
- 魔王なオレと不死姫の指輪（柑橘ゆすら作、『HJ文庫』ホビージャパン）
- チューするだけの簡単なお仕事です【支配者】（新木伸作、『一迅社文庫』一迅社）
- チェリッシュ! 妹が俺を愛しているどころか年上になった（三木なずな作、『スーパーダッシュ文庫』集英社）
- 魔王討伐! 俺、英雄…だったはずなのに!?（遊馬足掻作、『このライトノベルがすごい!文庫』 宝島社）
- ろりひめさまの建国日誌（箕崎准作、『オーバーラップ文庫』 オーバーラップ）
- ゴスロリ・ファーザー カノジョは家族を募集する↓（子安秀明作、『スーパーダッシュ文庫』集英社）
- メイドが教える魔王学!（泉谷一樹作、『電撃文庫』 アスキー・メディアワークス）
- 強気な姫騎士さまのしつけ方（マサト真希作、『一迅社文庫』一迅社）
- 未確認未来少女（サイトウケンジ作、『ガガガ文庫』 小学館）
- 着ぐるみ最強魔術士の隠遁生活（はまだ語録作、『このライトノベルがすごい!文庫』 宝島社）
- ソウル・グラトニー -百代目の不死王-（泉谷一樹作、『電撃文庫』 アスキー・メディアワークス）

ジュブナイルポルノ
- 新エロデレ 小悪魔JK樹里奈の場合（筆祭競介作、『二次元ドリーム文庫』 キルタイムコミュニケーション）

### 漫画
- 僕は友達が少ない 公式アンソロジーコミック3（平坂読原作、ブリキキャラクター原案、『MFコミックス アライブシリーズ』 メディアファクトリー）